# Almadén
Almadén é um município da Espanha na província de Ciudad Real, comunidade autónoma de Castilla-La Mancha, de área 240 km² com população de 6294 habitantes (2007) e densidade populacional de 26,23 hab./km².

## Demografia
| Variação demográfica do município entre 1991 e 2004 | Variação demográfica do município entre 1991 e 2004 | Variação demográfica do município entre 1991 e 2004 | Variação demográfica do município entre 1991 e 2004 |
| --------------------------------------------------- | --------------------------------------------------- | --------------------------------------------------- | --------------------------------------------------- |
| 1991                                                | 1996                                                | 2001                                                | 2004                                                |
| 8012                                                | 7498                                                | 6830                                                | 6543                                                |

## Minas de Almadén

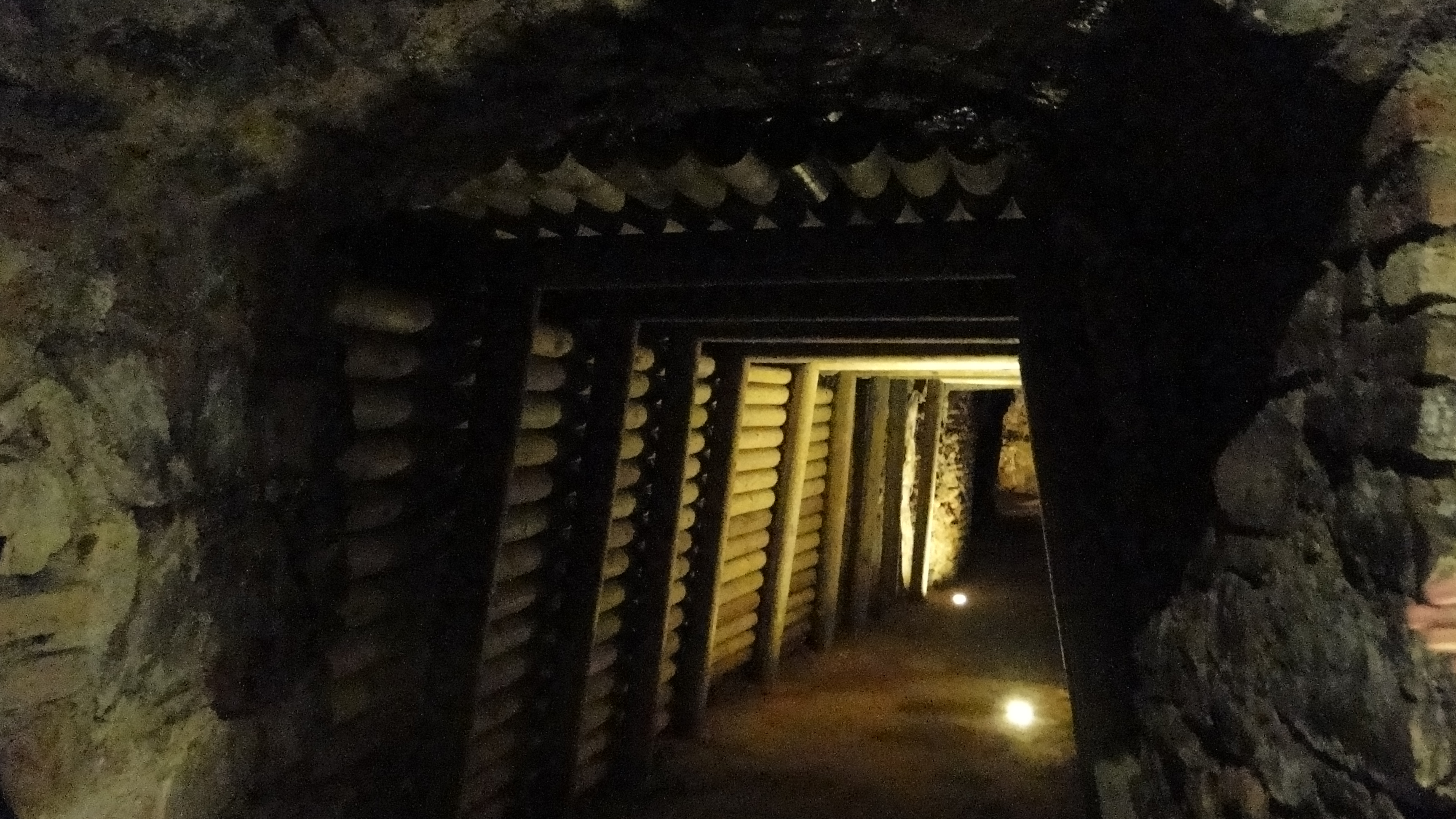
Mina de Mercurio de Almadén

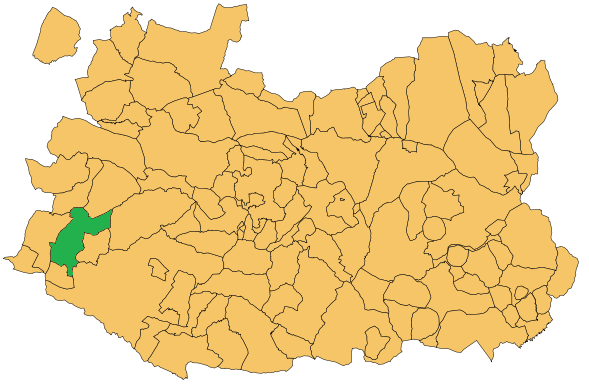
Mapa de localização

Em Almadén situam-se importantes minas de cinábrio, mineral do qual se extrai mercúrio. Estas minas situam-se na maior jazida de cinábrio a nível mundial, sendo já exploradas nos tempos de Estrabão, Vitrúvio e Plínio, os quais de referem ao cinábrio de Almadén ao mencionarem a vizinha cidade romana de Sisapo, localizada no vale de Alcúdia.

## Pessoas ilustres
Pessoas ilustres relacionadas a Almadén por sua atividade ou origem estão listadas abaixo:
| Nome                        | e           | Atividade |
| --------------------------- | ----------- | --- |
| Mateo Alemán                | (1547-1615) | Escritor e juiz visitante das minas de Almadén, nascido em Sevilha |
| Juan Martín Cabezalero      | (1634-1673) | Pintor da Corte nascido em Almadén, 1634, discípulo de Juan Carreño de Miranda |
| José Parés y Franqués       | (1720-1798) | Médico da Real Hospital de Mineros de San Rafael (Almadén). Primeiro investigador de envenenamento por mercúrio. Escritor do livro Catástrofe mórbida das minas mercuriais de Almadén, no qual são descritas as vicissitudes e doenças dos mineiros de Almadén. |
| Andrés Manuel del Río       | (1764-1849) | Descobridor de vanádio, estudante de Madrid na Escola de Mineração |
| Segismundo Moret            | (1833-1913) | Nascido em Cádis, deputado independente por Almadén em 1863 e presidente do governo em 1905-1906. |
| Antonio Rodríguez Hernández | (1889-1919) | Julio Antonio, escultor de Tarragona que realizou algumas das suas obras em Almadén |
| Jacinto Antolín Gallego     | (1899-1968) | El niño de Almadén, também conhecido como Jacinto Almadén, cantor |
| Ángel Muñoz de Morales      | (1911-1936) | Padre morto no início da Guerra Civil Espanhola |
| Faustino Sainz Muñoz        | (1937-2012) | Arcebispo e diplomata |
| Guillermo Jiménez Sánchez   | (1940-)     | Ex-Vice-Presidente do Tribunal Constitucional e ex-Reitor da Universidade de Sevilha |
| Sofía Reina                 | (1952-)     | Pintora de arte contemporânea. Em 22 de março de 2009, foi agraciada com o título de "Filha Favorita de Almadén" que recebeu do Prefeito Emilio García Guisado.                                                                                                 |
| Rafael Sánchez Carbonell    | (1961-)     | Jornalista e apresentador de rádio, Prêmio Ondas 2009 pelo melhor tratamento informativo de um evento ("Al sur de la Semana", Cadena COPE). |
| Beatriz Montañez López      | (1977-)     | Jornalista e apresentadora, Prêmio Ondas 2009 para o Melhor Programa de Notícias ( El Intermedio , La Sexta) |

## Bibliografía
- Blázquez,José María (1978). Historia económica de la Hispania romana (Google Books y PDF). [S.l.]: Ediciones Cristiandad. ISBN 9788470572432. Consultado em 12 de março de 2012